# Ингеборга Датская (королева Норвегии)
Ингеборга Эриксдаттер (дат. Ingeborg Ingebjørg Eriksdatter; ок. 1244 — 26 марта 1287, Берген) — датская принцесса из рода Эстридсенов, в замужестве — королева Норвегии.

## Биография
Ингеборга родилась в королевской семье. Её отцом был датский монарх Эрик IV Пловпенниг, матерью — супруга Эрика, Ютта (ок. 1223—1267). Когда девочке было 6 лет, её отец был убит. Мать, происходившая из знатного немецкого рода, после этого вернулась на родину, в Саксонию. Здесь, в Германии, Ингеборга, вместе с тремя своими сёстрами, получила воспитание. При этом она также посещала двор своего дяди, короля Дании Кристофера, и временами находилась в монастыре. Все четыре сестры должны были получить по наследству от отца значительное имущество и земельные владения. Кроме этого, их королевское происхождение в соседних Швеции и Норвегии вызывало к жизни различные матримониальные планы, связанные в первую очередь с политическими перспективами.
В 1260 году шведский король Вальдемар вступает в брак с сестрой Ингеборги, Софией. В это же время возникает проект женитьбы на Ингеборге норвежского наследного принца Магнуса. Первоначально норвежская делегация обратилась со своим сватовством к деду девушки, герцогу Саксен-Виттенберга Альбрехту I, но тот отослал их к своим датским родственникам. В 1261 в Ютландию, в Хортенс, где Ингеборга находилась в монастыре, прибыло новое норвежское посольство во главе с архиепископом Осло Хоконом. Последний и уговорил её отправиться в Норвегию, не дожидаясь разрешения датского короля.
Ингеборга 28 июля 1261 года прибыла в Тёнсберг, и 14 сентября в Бергене с размахом прошли празднества по случаю бракосочетания её и Магнуса. Торжество проходило в 3 обширных залах в присутствии 1.600 гостей. Через три дня молодые супруги были коронованы в Бергенском соборе архиепископом Эйнаром Гуннарссоном.
В браке Ингеборга и Магнус имели четырёх детей, из которых только двое младших — будущие короли Эрик и Хокон — дожили до совершеннолетия. Король Магнус неоднократно пытался получить причитавшееся его жене в Дании имущество, однако безуспешно — так как двоюродный брат сестёр, король датский Эрик V, отказывался выплатить ей наследство отца. В 1284 году Ингеборга и София Шведская выиграли у него судебный процесс в Нюборге, однако Дания отказалась выполнять решение суда.
После смерти мужа в 1280 году Ингеборга — совместно с Королевским советом — правила в течение 7 лет Норвегией, вплоть до своей смерти, как регент при своём малолетнем сыне-наследнике престола. Причина её смерти в конце марта 1287 года осталась неустановленной. Датское наследство Ингеборги удалось получить только её сыну, королю Норвегии Эрику. Была первой женщиной, коронованной в Норвегии, и также первой королевой, получившей после свадьбы свой собственный лен, в нынешнем Эстфолле.